# Puchar Niemiec w piłce nożnej (1960/1961)
Puchar Niemiec w piłce nożnej mężczyzn 1960/1961 – 18. edycja rozgrywek mających na celu wyłonienie zdobywcy Pucharu Niemiec, który uzyskał tym samym prawo gry w kwalifikacjach Pucharu Zdobywców Pucharów (1961/1962). Tym razem trofeum wywalczył Werder Brema. Finał został rozegrany na Glückauf-Kampfbahn w Gelsenkirchen.

## Plan rozgrywek
Rozgrywki szczebla centralnego składały się z 4 części:
- Runda 1: 29 lipca 1961
- Ćwierćfinał: 16 sierpnia 1961
- Półfinał: 23 sierpnia 1961
- Finał: 13 września 1961 roku na Glückauf-Kampfbahn w Gelsenkirchen

## Pierwsza runda
Mecze rozegrano 29 lipca 1961 roku.
| Drużyna 1            | Wynik      | Drużyna 2           |
| -------------------- | ---------- | ------------------- |
| Eintracht Frankfurt  | 2:3 (dog.) | 1. FC Köln          |
| VfV Hildesheim       | 1:2        | VfB Stuttgart       |
| Tasmania 1900 Berlin | 4:1        | FC Altona 93        |
| 1. FC Saarbrücken    | 0:1        | Werder Brema        |
| 1. FC Kaiserslautern | 2:0        | Heider SV           |
| SF Hamborn 07        | 3:1        | SV Waldhof Mannheim |
| Karlsruher SC        | 7:2        | Wuppertaler SV      |
| FK Pirmasens         | 3:2        | VfL Bochum          |

## Ćwierćfinały
Mecze rozegrano 16 sierpnia 1961 roku.
| Drużyna 1            | Wynik      | Drużyna 2            |
| -------------------- | ---------- | -------------------- |
| VfB Stuttgart        | 0:1        | Karlsruher SC        |
| Werder Brema         | 3:2        | 1. FC Köln           |
| 1. FC Kaiserslautern | 2:1 (dog.) | Tasmania 1900 Berlin |
| SF Hamborn 07        | 3:2 (dog.) | FK Pirmasens         |

## Półfinały
Mecze rozegrano 23 sierpnia 1961 roku.
| Drużyna 1     | Wynik | Drużyna 2            |
| ------------- | ----- | -------------------- |
| SF Hamborn 07 | 1:2   | 1. FC Kaiserslautern |
| Werder Brema  | 3:2   | Karlsruher SC        |

## Finał
| 13 września 1961 | Werder Brema · Schröder 10' · Jagielski 52' | 2:01:0Raport | 1. FC Kaiserslautern | Glückauf-Kampfbahn, Gelsenkirchen Widzów: 18 000 Sędzia: Günter Sparing (Kassel) |
|                  |                                             |              |                      |                                                                                  |

| WERDER BREMA: |   |                   |
|               |   |                   |
| BR            | 1 | Heinrich Kokartis |
| OB            |   | Sepp Piontek      |
| OB            |   | Walter Nachtwey   |
| PO            |   | Helmut Schimeczek |
| PO            |   | Arnold Schütz     |
| PO            |   | Helmut Jagielski  |
| NA            |   | Günter Wilmovius  |
| NA            |   | Willi Schröder    |
| NA            |   | Horst Barth       |
| NA            |   | Willi Soya        |
| NA            |   | Klaus Hänel       |
| Manager:      |   |                   |
| Georg Knöpfle |   |                   |

| FC KAISERSLAUTERN: |   |                     |
|                    |   |                     |
| BR                 | 1 | Wolfgang Schnarr    |
| OB                 |   | Gerhard Miksa       |
| OB                 |   | Werner Liebrich     |
| PO                 |   | Gerd Schneider      |
| PO                 |   | Dieter Pulter       |
| PO                 |   | Heinrich Bauer      |
| NA                 |   | Günther Kasperski   |
| NA                 |   | Jürgen Neumann      |
| NA                 |   | Gerhard Settelmeyer |
| NA                 |   | Winfried Richter    |
| NA                 |   | Manfred Feldmüller  |
| Manager:           |   |                     |
| Günther Brocker    |   |                     |

| Puchar Niemiec w piłce nożnej 1960–1961 Zwycięzcy |
| ------------------------------------------------- |
| Werder Brema 1. Tytuł                             |